# Roots (Sepultura-Album)
Roots ist das sechste Studioalbum der brasilianischen Metal-Band Sepultura. Es erschien am 19. Februar 1996 bei Roadrunner Records und war das letzte vor der Trennung von Sänger Max Cavalera Ende 1996. Neben brasilianischen Rhythmen und Perkussion wurde verstärkt auf progressive und Hardcore-Elemente zurückgegriffen. Das Album erhielt viele positive Rezensionen, stieß aber zum Teil auch auf Kritik. Es erreichte in mindestens sieben Ländern, darunter die USA und Großbritannien, Gold-Status. Die Platte zählt zu den 1001 Albums You Must Hear Before You Die, „1001 Alben, die man hören muss, bevor man stirbt“.

## Entstehung und Stil
Bereits Anfang 1995 machte sich die Band ohne längere Pause nach der Chaos-A.D.-Tour in Phoenix, Arizona, an das Songwriting für das nächste Album. Bis Sommer waren sieben Stücke fertig. Bereits zu diesem Zeitpunkt war geplant, einige Schlagzeug- und Percussion-Teile im Urwald im Norden Brasiliens aufzunehmen, da diese Umgebung „einfach die richtigen Vibes“ brächte. Dies wurde dann auch in die Tat umgesetzt, das Album enthält einige Samples mit indianischen Gesängen und Percussion-Teile. Insgesamt wurden von Oktober bis Dezember 1995 mit Produzent Ross Robinson in Malibu, Kalifornien 19 Stücke aufgenommen. Andy Wallace mischte die Platte ab. Max Cavalera sagte zu den Aufnahmen:

„Auf jeden Fall fühlen wir uns als Band noch enger zusammengeschweißt, die Songs sind einfacher, straighter und deutlicher vom alten HC beeinflußt. Roots hat z. B. nur zwei Riffs; früher packten wir manchmal satte 20 in einen einzigen Song. Einige Tracks klingen wie Mantras, sie haben etwas Hypnotisches. Igor verarbeitet sehr viel Tribal-Drumming. (…) Unsere brasilianischen Wurzeln sind erkennbarer denn je.“

Bei den Songs Rattamahatta, Dictatorshit und Endangered Species ist Perkussionist Carlinhos Brown zu hören, bei ersterem schrieb er auch mit. Der Song Itsári sowie der 13-minütige Hidden Track wurden mit Mitgliedern des Xavante-Indianer-Stammes aufgenommen. Jonathan Davis von Korn und Mike Patton von Faith No More steuerten bei Lookaway Gesangsteile bei. Beim Text von Attitude war Max Cavaleras Stiefsohn Dana Wells, dessen späterer Tod Bestandteil der Auseinandersetzungen bei Max Cavaleras Trennung von der Band war, beteiligt. Als Coverstücke wurden Procreation (of the Wicked) von Celtic Frost und War von Bob Marley aufgenommen, die aber nicht auf das Album kamen. Diese Stücke wurden 1997 auf Blood-Rooted sowie später auf der Bonus-CD Roadrunner Records: The 25th Anniversary Series veröffentlicht. Auf dieser erschien auch der Song Mine, dessen Text von Gütertrennung in der Ehe handelt und von Mike Patton verfasst wurde. Als Singles wurden Roots Bloody Roots, Attitude und Rattamahatta ausgekoppelt.

## Rezeption
Im Rock Hard sah sich Frank Albrecht vor einen „Zwiespalt“ gestellt. Einerseits seien auf dem Album „großartige Ideen verewigt“, andererseits ginge der Band „hier und da“ die Identität verloren. Er vergab 7,5 von zehn Punkten und nannte Roots „eine gute Platte, mehr nicht“. Allerdings gab es auch andere Stimmen in der Redaktion. So sprach Hanno Kress von einem „sauberen Meisterstück“, „das in der Metalgilde allerdings nicht für einhellige Begeisterung sorgt“. Redakteur Truhe von Metal.de kritisierte Roots schärfer: Er nannte sie „zwar voller neuer Ideen“, musikalisch sei sie „aber ein Rückschritt“. Die Bewertung lag bei fünf von zehn Punkten.
Das Visions-Magazin setzte Roots 2005 retrospektiv auf den 150. Platz seiner „150 Alben für die Ewigkeit“. Andreas Kohl schrieb im Magazin, Sepultura ginge es „nicht mehr um Speed, nicht mehr um das Ausreizen von Metal-Grenzen, sondern darum, sie einzureißen, Einflüsse zu nutzen und neue Wege zu gehen“. Er sprach von einem „Meisterstück organischer Roots-Verarbeitung“ und beschrieb den „Versuch, sich musikalisch mit traditionellen Wurzeln auseinanderzusetzen“ als gelungen. Die Platte gehörte zu den „Schönheiten der Ausgabe“. Auf allmusic.com schrieb Steve Huey, Roots habe die Position von Sepultura als „vielleicht prägendste“ Metal-Band der 1990er gefestigt. Er vergab viereinhalb von fünf Sternen. Das Ox-Fanzine hielt 2021 retrospektiv fest, dass Sepultura den mit dem Vorgängergängeralbum noch sehr zaghaft eingeschlagenen Weg, heimische Mustikstile einzubinden, auf Roots „tief in die Musik eingearbeitet“ hätten. Das manifestiere sich in Capoeira-Rhythmen, Gesängen und Rhythmen der Xavante und der Verwendung von Berimbaus. Insbesondere die Einbindung von Xavante-Musik habe dem Album den unberechtigten Vorwurf eingebracht, sich mit dem „Appeal des Exotischen“ schmücken zu wollen. Tatsächlich sei der Band aber ein Verständnis und ein Hörbarmachen indigener Musik ein Anliegen gewesen.

## Titelliste
1. Roots Bloody Roots – 3:32
2. Attitude – 4:15
3. Cut-Throat – 2:44
4. Ratamahatta (mit Ross Robinson, David Silveria und Carlinhos Brown) – 4:30
5. Breed Apart – 4:01
6. Straighthate – 5:21
7. Spit – 2:45
8. Lookaway (mit DJ Lethal, Jonathan Davis und Mike Patton) – 5:26
9. Dusted – 4:03
10. Born Stubborn – 4:07
11. Jasco – 1:57
12. Itsári – 4:48
13. Ambush – 4:39
14. Endangered Species – 5:19
15. Dictatorshit – 1:26
16. Chaos B.C. – 5:12 a
17. Symptom of the Universe – 4:17 a
18. Kaiowas (Live) – 2:26 a
19. Canyon Jam (Hidden Track, ungezählt) – 13:16

### The Roots of Sepultura
1. Intro
2. C.I.U. (Criminals in Uniform)
3. Orgasmatron (Motörhead-Cover)
4. Dead Embryonic Cells (Original Mix)
5. Desperate Cry (Original Mix)
6. Murder (Original Mix)
7. Under Siege (Regnum Irae) (Original Mix)
8. Necromancer (Demo Version)
9. The Past Reborns the Storms (Demo Version)
10. A hora e a vez do cabelo nascer (Os-Mutantes-Cover)
11. Drug Me (Dead-Kennedys-Cover)
12. Crucificados Pelo Sistema (Ratos-de-Porão-Cover)
13. Anticop (Live)
14. Intro (Live)
15. Arise (Live)
16. Inner Self (Live)
17. Mass Hypnosis (Live)
18. Escape to the Void (Live)
19. Troops of Doom (Live)
20. Altered State (Live)

Doppel-CD-Ausgabe aus dem Jahr 1996 inklusive einer Auswahl an B-Seiten sowie Demo- und Liveversionen auf einer zweiten CD. Auf der ersten CD befindet sich das reguläre Roots-Album.

### Roadrunner Records: The 25th Anniversary Series
1. Procreation (of the Wicked)  (Celtic-Frost-Cover) – 3:39
2. Mine (mit Mike Patton von Faith No More) – 6:25
3. War (Bob-Marley-Cover) – 6:40
4. Lookaway (Master Vibe Mix) – 5:36
5. Mine (Andy Wallace Mix) – 7:58
6. Dusted (Demo) – 4:27
7. Roots Bloody Roots (Demo) – 3:32
8. R.D.P. (Demo) – 1:15
9. Untitled (Demo) – 4:14
10. Attitude (Live at Ozzfest) – 5:37
11. Roots Bloody Roots (Megawatt Mix 1) – 4:01
12. Roots Bloody Roots (Megawatt Mix 2) – 4:08

Lange: 57:41
Bonus-CD im Rahmen der Wiederveröffentlichung von Roots anlässlich des 25-jährigen Jubiläums von Roadrunner Records im Jahr 2005.

## Kommerzieller Erfolg

### Chartplatzierungen
| ChartsChartplatzierungen       | Höchstplatzierung | Wochen |
| ------------------------------ | ----------------- | ------ |
| Deutschland (GfK)              | 7 (20 Wo.)        | 20     |
| Österreich (Ö3)                | 2 (16 Wo.)        | 16     |
| Schweiz (IFPI)                 | 16 (8 Wo.)        | 8      |
| Vereinigte Staaten (Billboard) | 27 (10 Wo.)       | 10     |
| Vereinigtes Königreich (OCC)   | 4 (6 Wo.)         | 6      |

| ChartsJahrescharts (1996) | Platzierung |
| ------------------------- | ----------- |
| Deutschland (GfK)         | 73          |
| Österreich (Ö3)           | 35          |

### Auszeichnungen für Musikverkäufe
| Land/Region                  | Auszeichnungen für Musikverkäufe (Land/Region, Auszeichnung, Verkäufe) | Verkäufe |
| ---------------------------- | ---------------------------------------------------------------------- | -------- |
| Australien (ARIA)            | Gold                                                                   | 35.000   |
| Frankreich (SNEP)            | Gold                                                                   | 100.000  |
| Kanada (MC)                  | Gold                                                                   | 50.000   |
| Niederlande (NVPI)           | Gold                                                                   | 40.000   |
| Österreich (IFPI)            | Gold                                                                   | 25.000   |
| Vereinigte Staaten (RIAA)    | Gold                                                                   | 500.000  |
| Vereinigtes Königreich (BPI) | Gold                                                                   | 100.000  |
| Insgesamt                    | 7× Gold ·                                                              | 815.000  |